# 计算机软件伦理机构
计算机软件伦理机构（コンピュータソフトウェア倫理機構，Ethics Organization of Computer Software）是日本的一家以成人游戏为重点对象，对计算机游戏进行分级的一般社团法人。简称软伦（ソフ倫）或EOCS。
软伦对游戏的审查属于自我限制，不具备法律上的约束力，因此理论上即使未通过软伦审查的软件（此处不包括成人向的同人游戏）也能发行，并且软伦无法进行诸如行政指导或逮捕违规者的行为。但由于软伦向软件销售商们下达了未通过审查的游戏不予流通的要求，再加上实施青少年保护育成条例的46个都道府县中有21个府县在游戏管制方面指定软伦为审查团体，因此事实上对于成人游戏来说，通过软伦或另一家审查机构映像伦理机构（映像伦）的审查是必要的。
软伦以成人游戏审查为主业，因此大部分的一般向计算机游戏都交由计算机娱乐分级机构来审查。

## 历史

### 设立经过
软伦设立前，成人游戏的性描写没有任何限制（虽然偶有对此的批评），各制造商拥有极其自由的自主性。
1991年发生的“沙织事件”将没有规范限制的业界推上了风口浪尖，各成人游戏商纷纷加强了自我限制，并在产品上明示禁止向18岁以下人群销售，问题得到短暂解决。但此后不久，1992年7月，宫崎县将GAINAX所开发的脱衣游戏《电脑学园ScenarioI Ver2.0》（GAINAX仅在该游戏商品上标识“未满12岁者请自行克制”）判定为“有害图书”，再次迫使业界寻求一条长久的解决道路。在之前曾希望旗下会员企业于成人游戏上加贴自己独创的18禁游戏标签的日本个人计算机软件协会（JPSA，现在的日本计算机软件协会（CSAJ））的推动下，在JPSA和以Panther Software为首的几家大公司互相商谈之后，软伦成立了。

### 设立之后
设立之初软伦的分级标准只有一般软件与18禁软件两种分级标准，1994年6月追加了15禁的“R指定”分级（因《卒业II 〜Neo Generation〜》拒绝因“性描写以外理由（未成年人的吸烟、酗酒行为）”被分级为18禁而设立）。
1998年左右起，软伦明令禁止对未满18岁的人物的性描写，之后进一步追加了对“准儿童色情”（即对虽然声明成年，但从外观、性征上看明显是未成年的人物的性描写）的禁止。
随着在PC上CD、DVD的播放环境的普及，软伦也有进行对这些领域的审查。另一家机构日本视频伦理协会（2008年6月停止审查作品，原旗下加盟企业组建新审查机构——日本映像伦理审查机构，2010年12月该机构被映像伦理机构吸收合并）也在进行对DVD的审查，虽然两个团体间的审查标准有些许差异，但两个团体交换了互相尊重对方的审查基准及基于此的审查结果的备忘录，因此它们在市场上的地位是平等的。
软伦提倡将以DVD为媒介的具有对话功能的游戏统一命名为DVD Players Game（DVDプレイヤーズゲーム），簡稱DVDPG。
2009年4月28日，软伦的性质从任意团体转变为一般社团法人。9月18日，为了避免与一般向游戏混同以及明确18岁以下禁止购买的方针，软伦所有会员都必须将其制作的成人游戏声明为“R-18游戏”而不能仅使用诸如“美少女游戏”一类模糊的称呼。
2022年4月1日開始營運由軟倫與智慧財產振興協會（IPPA）&日本內容審查中心（日本コンテンツ審査センター）共同成立的美少女遊戲發售情報網站「Moepedia」。

## 审查制度
审查方法有两种，一种是审查全部成品的“事前收费审查”和审查游戏的一部分，其余部分交给游戏制造商自我限制的“自主审查”，产商一般会选择后者。
审查通过后产商须在制品上加贴分级标签后才能在商店销售。
| 级别                                                            | 详细介绍 | 标签 |
| --------------------------------------------------------------- | --- | ---- |
| 禁止向18岁未满者销售的软件作品（18禁作品）                      | 将销售对象收缩至对具有充分的社会理念认识的年龄层——18岁以上人群的软件作品。 18岁未满者禁止购买与游玩。                                                                                                   |      |
| 带限制的一般软件作品（R指定作品） （该级别于2011年9月30日废除） | 将销售对象收缩至对具有一定的社会理念认识的年龄层——15岁以上人群的软件作品。 15岁未满者禁止购买与游玩。                                                                                                   |      |
| 一般软件作品（15岁以上推荐作品）                                | 将销售对象收缩至对具有一定的社会理念认识的年龄层——15岁以上人群，未满足“禁止向18岁未满者销售的软件作品（18禁作品）”标准的作品。 15岁以上人群能够放心享受的作品。                                         |      |
| 一般软件作品（12岁以上推荐作品）                                | 将销售对象收缩至对具有一定的社会理念认识的年龄层——12岁以上人群，未满足“禁止向18岁未满者销售的软件作品（18禁作品）”、“一般软件作品（15岁以上推荐作品）”标准的软件作品。 12岁以上人群能够放心享受的作品。 |      |
| 一般软件作品（一般作品）                                        | 以全部年龄层作为销售对象，未满足“禁止向18岁未满者销售的软件作品（18禁作品）”、“一般软件作品（15岁以上推荐作品）”、“一般软件作品（12岁以上推荐作品）”标准的软件作品。 从儿童到大人都能放心享受的作品。   |      |

软伦的加盟公司如果并非纯粹的成人游戏产商，那么其所制作的没有性描写的非成人游戏与非游戏的软件作品也会成为审查对象。软伦原先对暴力等其它反社会内容不是很敏感，不过近几年也开始对这方面有所作为。

## 与媒伦及其后继者的竞争
2003年以软件批发商HOBIBOX加盟原先致力于成人视频审查的媒体伦理协会（简称媒伦，2005年改组为软件内容协会后审查业务被该协会内部的媒体伦理委员会继承，2010年12月委员会连同审查业务被映像伦理机构吸收合并）为契机，与HOBIBOX签订了软件流通独占协议的ACID、Nitro+等一批公司集体从软伦退出，开始将旗下作品交由媒伦进行审查。从此，原来在成人游戏界一家独大的软伦，地位转变为了竞争者。由于媒伦的审查制度比软伦宽松，一些被软伦认为违规的内容在媒伦允许审查通过，退出软伦加入媒伦的企业逐渐增多。
为了应对竞争，2003年末开始，软伦将与1999年11月实行的《兒童買春、兒童色情關係行為等處罰及兒童保護等相關法律》法律对应的一部分审查准则进行了变更，基本解除了对近亲性交的限制，一部分敏感词被解禁，总体的审核准则也开始变得宽松。
以上事件，有评论认为是伦理标准滥立所导致的危机。

## 作为业界团体的作为
软伦不仅是一家自我限制的机构，也有作为成人游戏界的协调号召者的作用。比如为了对抗盗版，向业界推荐复制保护与产品激活技术的标准，以及为了振兴业界，对以成为游戏制作者为目标的学生赠予奖学金等。
软伦从事着指导软件商店进行分别陈列与对购买者进行年龄确认的工作，近几年也有为萌系游戏大赏（萌えゲーアワード）的举行提供支持。
2006年4月计划加入在日本经济产业省的指导下组织，目前尚未成立的映像内容伦理联络会议。